# Sinclair QL

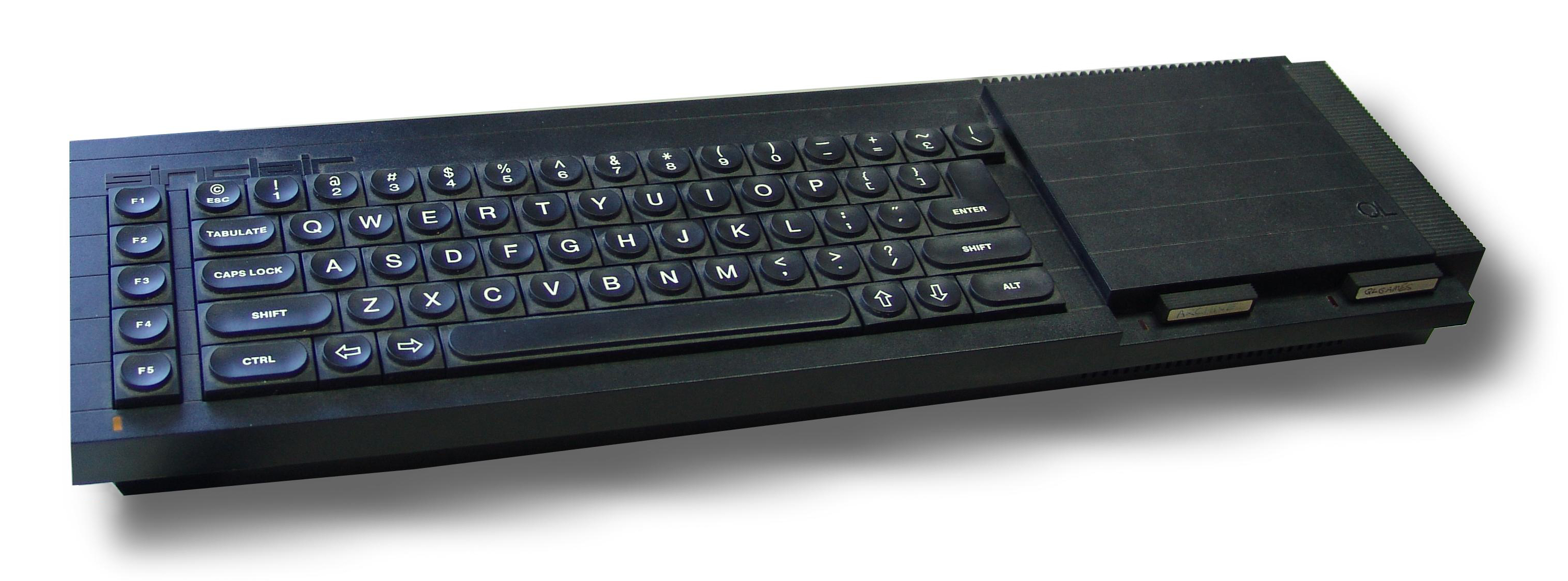
Sinclair QL, rechts die beiden Microdrives, mit zwei Cartridges bestückt

Der Sinclair QL ist ein als Heim- und Personal Computer ausgelegter Computer des Herstellers Sinclair Research, der in der ursprünglichen, 1984 erstmals vermarkteten Variante über einen Motorola-68008-Prozessor, 128 KB RAM und zwei Microdrive-Bandlaufwerke verfügte. Das QL im Namen steht für Quantensprung (Englisch: quantum leap).
Trotz seines teilweise äußerst fortschrittlichen Konzepts, etwa einer einfachen grafischen Benutzeroberfläche mit Fenstern, hochauflösender Grafik, einem sehr leistungsfähigen BASIC und dem damals fortschrittlichen Mikroprozessor wurde das Gerät kein kommerzieller Erfolg für Sinclair. Dies wurde unter anderem darauf zurückgeführt, dass der QL für professionelle Anwendungen wegen der langsamen Microdrive-Bandlaufwerke weniger geeignet, andererseits für einen reinen Spiele- und Hobby-orientierten Heimcomputer aber überdimensioniert und zu teuer war. Gleichzeitig verzögerte sich die Markteinführung immer wieder, und die ersten Geräte hatten technische Probleme, was einen Imageschaden verursachte. Durch die lange Verzögerung des Verkaufsstarts war der QL zudem nach kurzer Zeit mit Konkurrenzprodukten wie dem Atari ST und dem Commodore Amiga konfrontiert, die dem Gerät in vielen Aspekten überlegen waren.

## Hardware

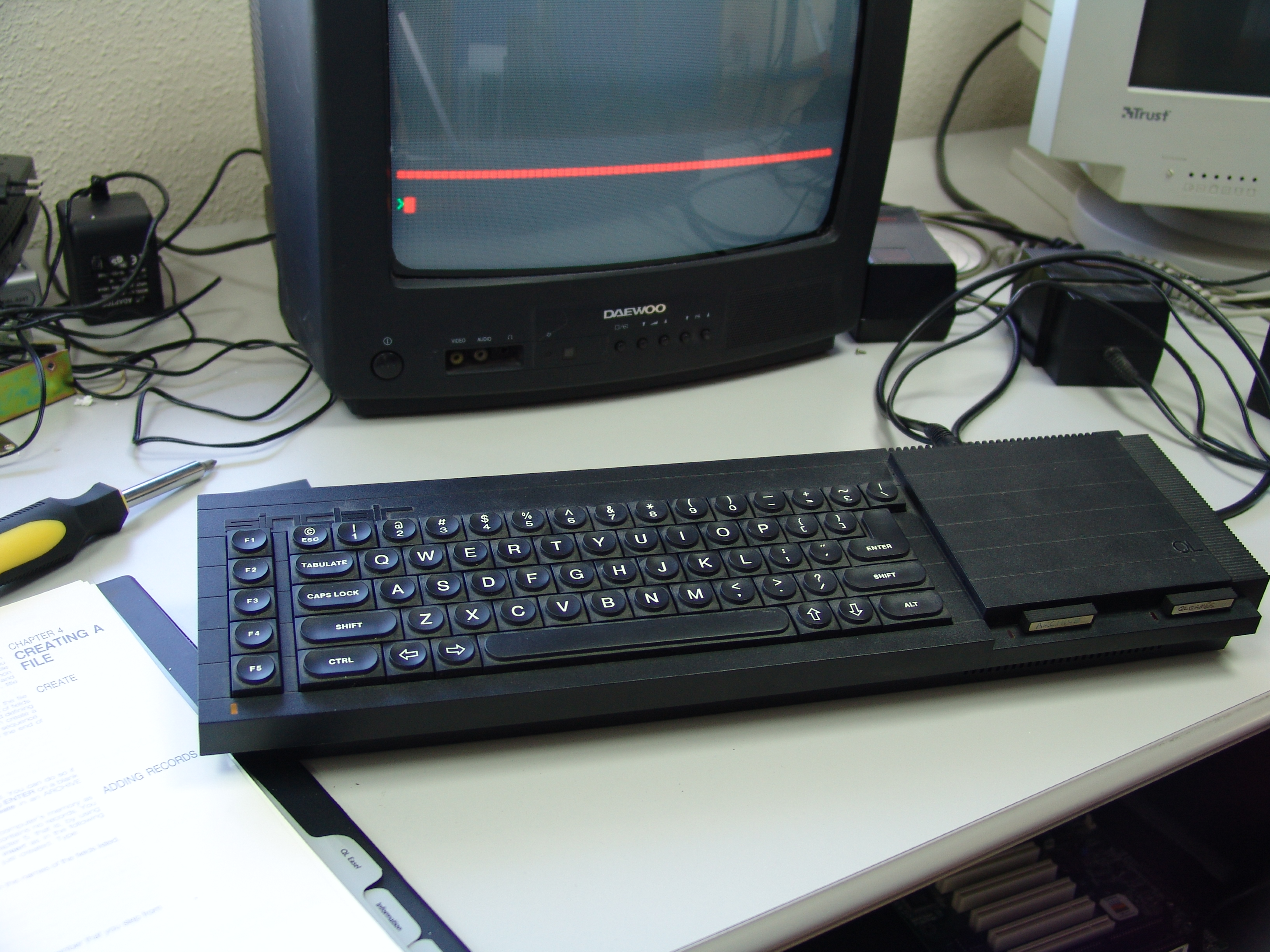
Sinclair QL in Betrieb

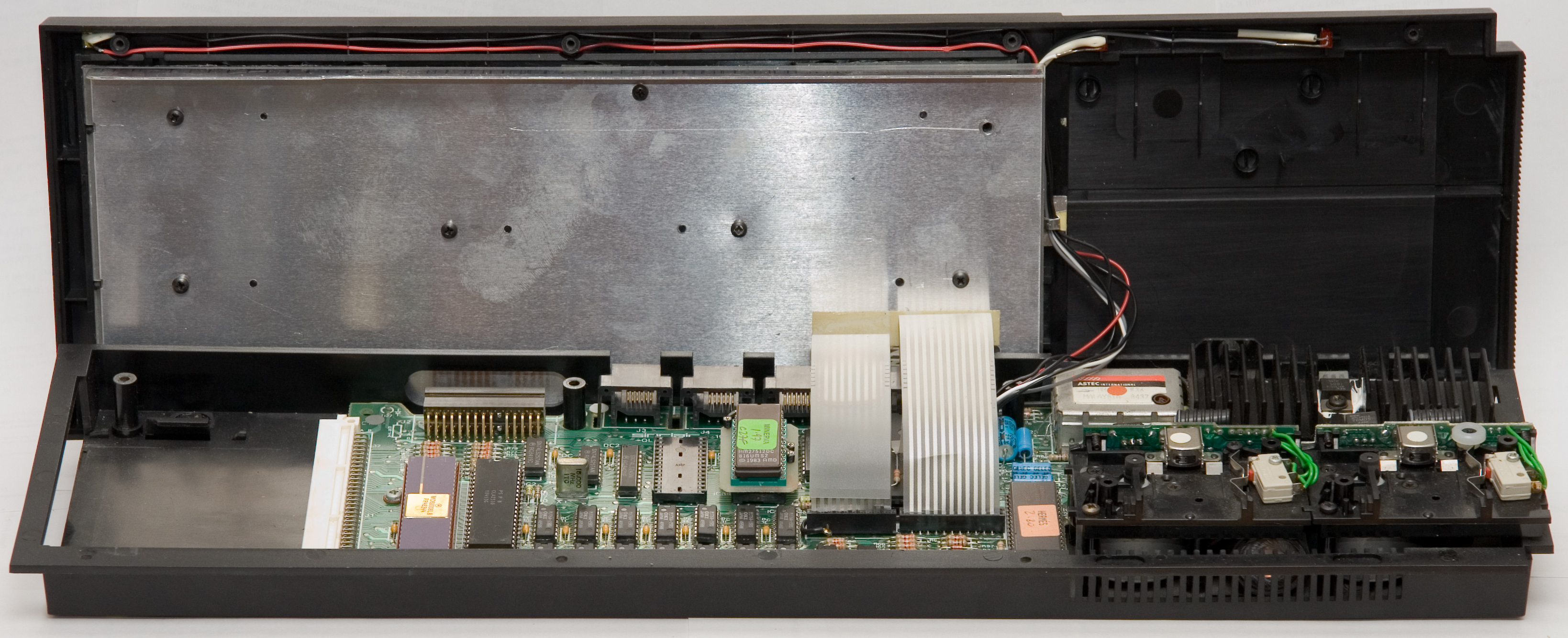
Geöffneter QL

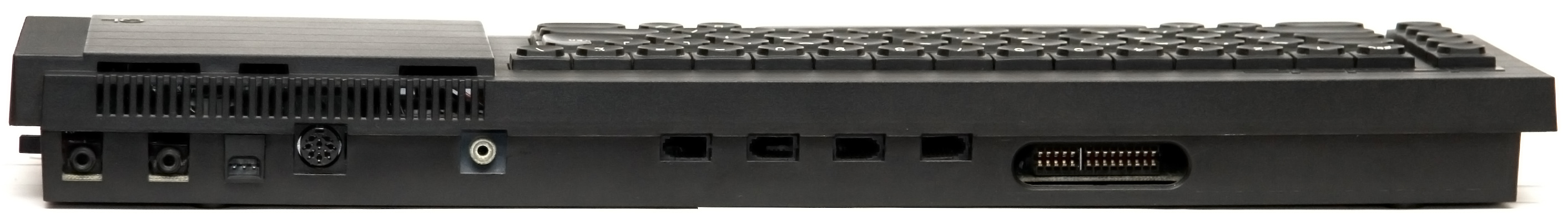
Rückseite mit Anschlüssen

Der Sinclair QL ist in Form einer Konsole mit zwei integrierten Microdrive-Laufwerken aufgebaut. Microdrives sind Bandspeicher, die eine Miniatur-Endloskassette als Speichermedium verwenden und dank sektororientierter Datenspeicherung eine ähnliche Funktionalität wie Diskettenlaufwerke bieten. Die RAM-Grundausstattung von 128 KB war mittels ursprünglicher Erweiterungsmodule bis auf 896 KB aufrüstbar. Der Sinclair QL besitzt Anschlüsse sowohl für RGB- als auch damals geläufigere (F)BAS-Monitore, um seine Grafikauflösung von 512×256 Pixeln in vier Farben oder in vier Graustufen sichtbar machen zu können.
Ebenfalls ist ein HF-Modulator eingebaut, so dass der QL auch an einem Fernsehgerät angeschlossen werden kann. Besonders im, auch über den HF-Modulator verfügbaren, Grafikmodus von 512×256 Pixeln ist je nach Qualität der Analog-Elektronik des Fernsehgerätes mit Einschränkungen von Bildgröße und -qualität zu rechnen. Da in den 1980ern bei Heimcomputern üblicherweise Fernsehgeräte zur Bilddarstellung verwendet wurden, hatte Sinclair deswegen einen alternativen Darstellungsmodus von 256×256 Pixel in acht Farben mit vergrößertem Bildrand implementiert, der auch auf schlechten Fernsehgeräten noch eine vollständige und relativ deutliche Anzeige bietet.
Auf seiner linken Seite bietet der QL einen Einschub für Erweiterungsmodule. Kleinere Exemplare, etwa Floppy-Disk-Controller, verschwinden komplett darin, andere ragen aus dem Gerät heraus. Die gängigsten Erweiterungsmodule waren Speichererweiterungen. Außerdem besitzt der QL einen Steckplatz an seiner Rückseite, in den ROM-Module gesteckt werden können.

## Betriebssystem
Das QDOS genannte Betriebssystem mit integrierter Shell und Basicinterpreter (in Abgrenzung zur ZX-Reihe „SuperBASIC“ genannt) befindet sich in einem 48 KB ROM. Es unterstützt serienmäßig – einmalig für die damalige Zeit – echtes präemptives Multitasking. Das BASIC des QL ist sehr umfangreich und leistungsfähig, es unterstützt komfortable Stringmanipulation und ähnlich wie Pascal geschachtelte Anweisungen, Funktionen mit mehreren Parametern, lokale Variable und rekursive Prozeduren.
Die Benutzeroberfläche bietet einfache Fenstertechnik mit beliebig vielen und beliebig angeordneten Fenstern, die allerdings alle in derselben Ebene liegen – Ausgaben in sich überlappende Fenster können sich daher gegenseitig überschreiben (was von den Applikationen aufgefangen werden kann). Alle Fenster sind wie beim zeitgleich erschienenen Apple Macintosh „bitmapped“ und damit voll grafikfähig, d. h. jedes Pixel ist einzeln ansteuerbar. Das Betriebssystem unterscheidet Nur-Ausgabe-Fenster und Fenster, die sowohl zu beliebiger Ausgabe als auch zur Text-Eingabe dienen können. Da für Textausgabe jedem Fenster individuelle Zeichensätze zugeordnet werden können, sind auch Ausgaben in exotischen Schriftarten realisierbar.
Der QL ist außerdem serienmäßig netzwerkfähig; das QLAN genannte Netzwerk läuft laut Herstellerangaben mit 100 kBit/s (tatsächlich aber 87 KBit/s) und kann bis zu 63 Sinclair QL (und auch Sinclair ZX Spectrum, sofern sie mit einem Interface 1 ausgestattet sind) miteinander verbinden. Es ist im ZX8302-Chip implementiert und mit einigen BASIC-Befehlen auch ansprechbar. QLAN ist ein Nachfolger des ZXNET, das im Interface 1 des Sinclair Spectrum enthalten ist. Der Funktionsumfang im Auslieferungszustand ist nach heutigen Maßstäben minimal, in der Werbung ist allerdings die gemeinsame Nutzung von Microdrive-Laufwerken und Druckern vermerkt, geredet wird auch von Dateiübertragung, von gemeinsamen Spielen und der Nutzung in Schulen. Mit Toolkit 2, einer ROM-Erweiterung des Drittherstellers QJump kann ein Fileserver implementiert werden, der über das QLAN Zugriff auf entfernte Speichermedien und Drucker anderer Netzwerkteilnehmer erlaubt. Eine Vernetzung war im Homecomputerbereich eher unüblich, entwickelte sich eher in Universitäten, im DFÜ und Businessbereich. Die spätere QL-Variante One-Per-Desk war, mit anderem Betriebssystem und abgeänderter Hardware, dann primär für den Telefonbetrieb ausgerichtet.
Die beiden RS-232C-Anschlüsse können nur mit bis zu 9.600 Baud betrieben werden, im Nur-Sendemodus (z. B. an Drucker) auch mit 19.200 Baud. Für Spiele sind zwei Joystick-Anschlüsse vorhanden.

## Software

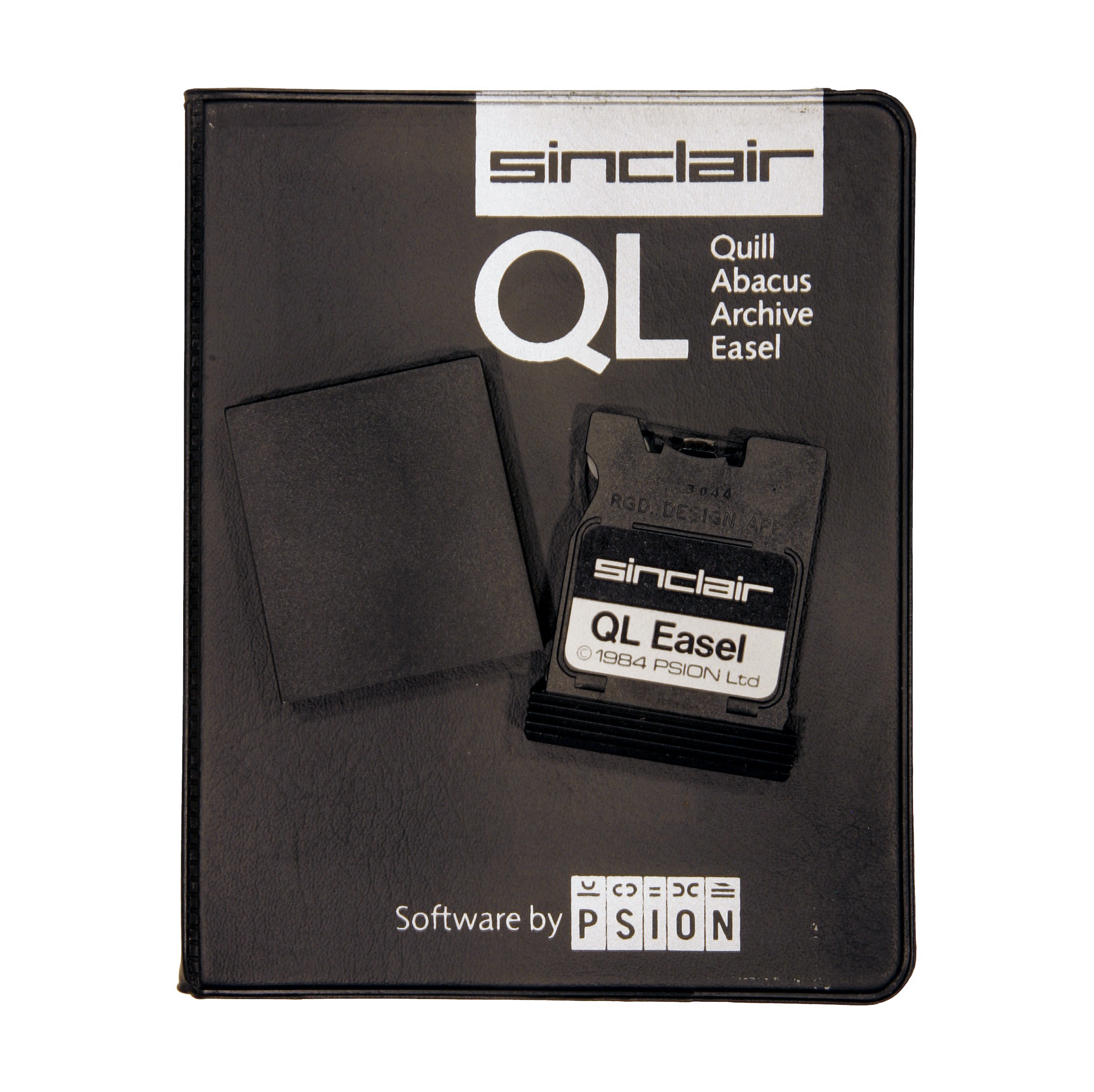
Anwendersoftware von Psion auf Microdrive Cartridges

Als Softwareausstattung wurden auch die für die damalige Zeit sehr leistungsfähigen Programme Quill (Textverarbeitung), Abacus (Tabellenkalkulation), Archive (Datenbank mit eigener Programmiersprache) und Easel (Geschäftsgrafik) mitgeliefert. Diese Programme stammten vom englischen Hersteller Psion, der zuvor bereits eine Reihe von Softwaretiteln für die Vorgänger des QL (ZX80/81, ZX Spectrum) produziert hatte. Dieses frühe Office-Paket wurde von der Presse ausgesprochen positiv beurteilt und galt lange als eines der wesentlichsten Argumente für den Kauf eines QL überhaupt. Einige Jahre später erschien das Programmpaket übrigens in leicht veränderter Form unter dem Titel XChange auch für IBM-kompatible Rechner (es kostete alleine mehr als ein Sinclair QL inklusive der Psion-Software).
Abgesehen vom Sinclair-„Hauslieferanten“ Psion wurde der QL von Softwareherstellern jedoch wenig unterstützt. Insbesondere Spiele, die ihn für den typischen Heimanwender attraktiv gemacht hätten, gab es deutlich weniger als für den damaligen Hauptkonkurrenten C64. Für viele Büroanwender wäre das mitgelieferte Psion-Paket wegen seiner unbestrittenen Qualität ein ausreichender Kaufanreiz gewesen, wenn sie nicht durch die damals in vielen Zeitschriften erschienenen negativen Testberichte, die sich auf die verfrühten QL-Auslieferungen und die ungewohnten Microdrives bezogen, abgeschreckt worden wären.
Nach dem Produktionsende des QL setzten Insider die Entwicklung des QL und vor allem des Betriebssystems QDOS eigenmächtig fort. Unter anderem wurde QDOS auf die leistungsfähigere Hardware des Atari ST übertragen und angepasst.

## Technik

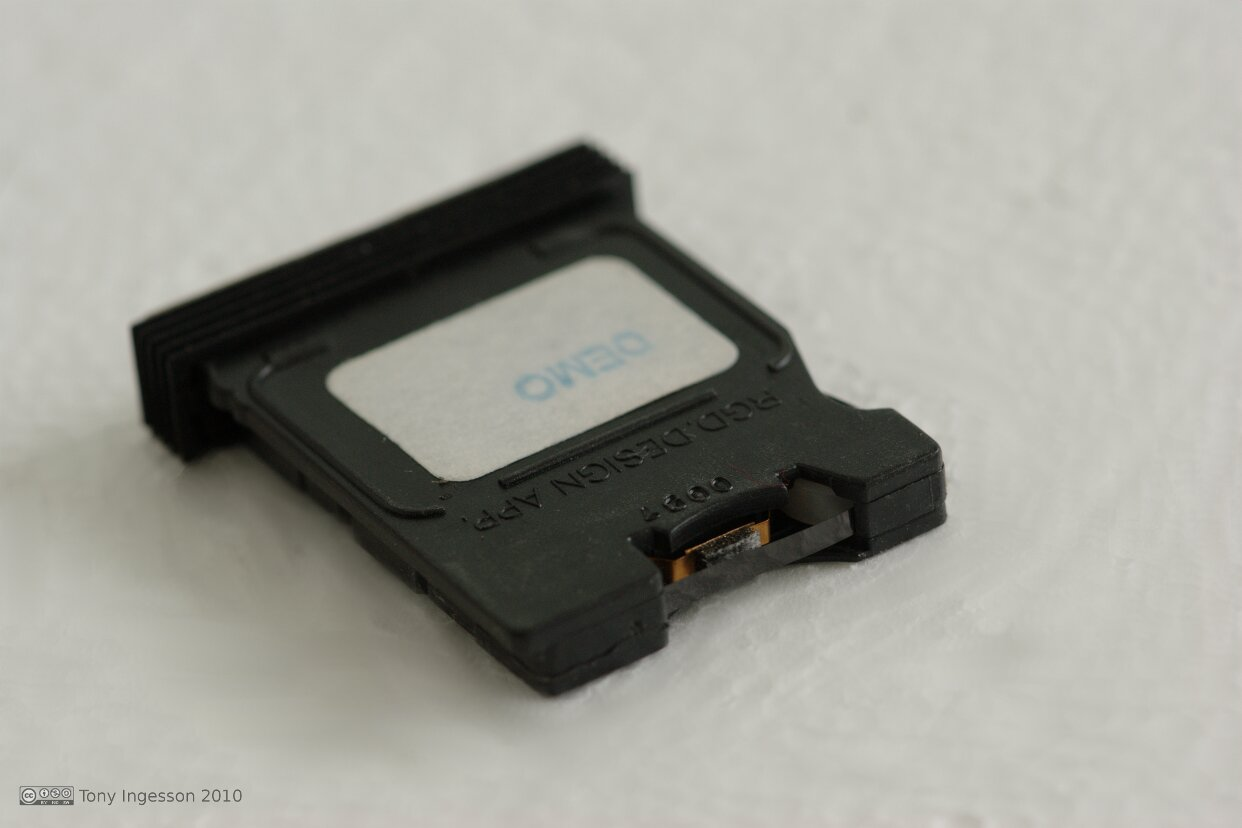
Eine Microdrive-Cartridge, wie sie bereits vom Sinclair Spectrum bekannt war. Die Endloskassette war relativ fehleranfällig und hatte hohe Zugriffszeiten.

Der QL brachte einige größere Neuerungen mit sich: Er war der erste Homecomputer, dessen Betriebssystem über Multitasking verfügte. Der QL basierte zudem auf einer Motorola-CPU der 68k-Serie, also einem für seine Zeit sehr fortschrittlichen Mikroprozessor als Kern. Allerdings wurde mit dem Motorola 68008 die kleinste Variante ausgewählt; bei diesem Prozessor ist der Datenbus auf 8 Bit und der Adressbus auf 20 Bit reduziert, was den hardwaretechnischen Aufwand stark vereinfachte. Gegenüber einem gleich getakteten 68000 läuft der 68008 wegen der vermehrten Speicherzugriffszyklen etwa 15 % langsamer; der QL mit seiner mit 7,5 MHz getakteten 68008 CPU lief also etwa so schnell wie ein Computer mit einer mit 6,5 MHz getakteten 68000 CPU. Als zweiten Prozessor besaß der QL einen Intel 8049 für die Steuerung der Tastatur, Tonausgabe, Schnittstellen und der Microdrives; dadurch konnten Datenübertragungen bereits im Hintergrund stattfinden.
In anderer Hinsicht brachte der QL nur wenig Fortschritt: Wenn man kein teures Floppylaufwerk dazukaufte, erfolgte die Datenspeicherung auf den standardmäßig eingebauten eigenentwickelten Endloskassetten „Microdrives“ (aus der Entwicklung des Spectrum entlehnt), die nur langsame Datenzugriffe boten und ein ermüdungsanfälliges Endlosband benutzten. Zwar wurden an anderen Heimcomputern damals noch wesentlich langsamere Bandlaufwerke verwendet, aber bei den professionellen CP/M- und MSDOS-Computern waren die schnelleren, aber teuren 8"- und 5¼"-Diskettenlaufwerke Standard. Der etwa zur gleichen Zeit wie der QL erschienene Apple Macintosh enthielt sogar schon eines der brandneuen 3½"-Laufwerke von Sony (mit 400 KB). Für den QL waren anfangs nur 5¼"-Laufwerke erhältlich, im Herbst 1984 schließlich auch 3½"-Laufwerke mit 720 KB Speicherkapazität. Anfang 1985 begannen die Preise für Diskettenlaufwerke stark zu fallen, tauchten somit zunehmend standardmäßig bei Homecomputern auf und ließen die Microdrives des QL umso exotischer erscheinen.
Für einige Länder, so Deutschland und Frankreich, wurden lokalisierte QL produziert. Die deutsche Version wich in einigen Details von der englischen ab. Neben einer QWERTZ-Tastatur war auch das Betriebssystem eingedeutscht, etwa bei den Fehlermeldungen. Zudem hatte der „deutsche“ QL andere Joystick- und serielle Anschlussbuchsen. Außerdem war das Gehäuse durch eine Metallbedampfung und den Einbau einer Drossel besser funkentstört.

## Markterfolg
Eine Reihe von Faktoren trugen dazu bei, dass der QL im Vergleich zu seinen Vorgängern Sinclair ZX81 und ZX Spectrum ein kommerzieller Misserfolg wurde. Zunächst verging zwischen der Ankündigung und Auslieferung eine relativ lange Zeit; die britische Computerpresse interpretierte das Kürzel „QL“ daher auch als quite late („ziemlich spät“). Im Frühjahr 1984 wurden noch unfertige QL ausgeliefert. Da das Betriebssystem (auf ROM) nicht rechtzeitig fertiggestellt worden war, musste es bei diesen frühen Exemplaren in Form eines aus dem Gehäuse ragenden Dongles (auch „kludge“, dt.: „Behelfslösung“ genannt) ergänzt werden (wodurch die geplanten 32 KB ROM auf 48 erweitert wurden). Auch später wurden QL auffällig häufig als defekt reklamiert. Dadurch wurde der Ruf des Rechners frühzeitig beschädigt.
Als er schließlich Ende 1984 in größeren Stückzahlen und funktionierenden Exemplaren ausgeliefert werden konnte (nun mit 48 KB eingebautem ROM), war der QL angesichts der raschen Entwicklung Mitte der 1980er-Jahre einem deutlich stärkeren Konkurrenzdruck ausgesetzt. Der QL unterstützte zwar Multitasking, farbige Rastergrafik und eine frühe Version der Fenstertechnik, wurde jedoch ausschließlich durch Tastaturkommandos bedient. Eine grafische Benutzeroberfläche mit Schreibtischmetapher, Icons und Mausbedienung, wie sie bei Xerox in den frühen 1970er-Jahren entwickelt und 1984 mit dem Erscheinen des Apple Macintosh Stand der Technik  wurde, gab es nicht.
Sinclairs amerikanische Wettbewerber Atari und Commodore stellten 1985 mit dem Atari ST bzw. Amiga ebenfalls Modelle vor, die wie die Apple-Computer über eine grafische Benutzeroberfläche mit Mausbedienung verfügten und zudem leistungsfähiger waren, da sie den Motorola-68000-Prozessor mit 16-Bit-Datenbus verwendeten. Somit war der QL als Bürocomputer nicht konkurrenzfähig.
Ein weiterer Aspekt, mit dem der QL ins Hintertreffen geriet, war die Verwendung des proprietären Microdrives als integrierter Massenspeicher. Microdrive-Cartridges waren gegenüber Disketten, die die im Heimanwenderbereich noch verbreiteten Kassetten als Speichermedien verdrängten, in mehrfacher Hinsicht im Nachteil: Sie wurden kurz nach Erscheinen des QL von den zunächst teureren Diskettenlaufwerken preislich unterboten, waren im Zugriff langsamer als jene, galten als störanfällig und fassten lediglich etwa 110 KB (in Hard- und Software nicht kompatibel mit den 85 KB beim Spectrum). Qualitätsprobleme bei Laufwerken und Medien sowie das Quasi-Monopol von Sinclair auf Datenträger und Produktion machte das System für Softwareproduzenten eher unattraktiv. Software für den Sinclair Spectrum und Sinclair ZX81 war zuvor oft auf der weiter verbreiteten Kassette ausgeliefert worden.
Zwar konnten an den QL externe Diskettenlaufwerke angeschlossen werden, dafür musste aber zuerst ein Diskettencontroller von einem von mehreren Fremdanbietern erworben werden, während die späteren Konkurrenzmodelle von Atari (Atari ST) und noch später auch von Commodore (Amiga) mit fertig eingebauten 3½"-Laufwerken aufwarteten.
Alle Anwendergruppen des QL mussten jeweils teure Hardware dazukaufen. So ging das Konzept, für jeden etwas zu einem günstigen Preis zu bieten, erstmals seit Entwicklung des ZX80 nicht mehr auf.
Die Sinclair-typischen Verspätungen und die teils fehlende Qualitätskontrolle passten nicht mehr in die Zeit, die von qualitativ guten Produkten wie dem Commodore C-64 und dem Amstrad CPC bestimmt waren. Die fehlende Maus und die fehleranfälligen Sinclair-Microdrive-Bandlaufwerke machten den Rechner dem Atari ST, dem Amiga, dem Archimedes und auch dem Apple Macintosh unterlegen. Die neue Rechnerarchitektur und die geänderte Datenträgerformatierung der Laufwerke machten ihn zum Spectrum und ZX81 inkompatibel. Zur CP/M- und IBM-Welt bestanden keine Schnittpunkte. Die günstige und modernisierte Hardware und das teils leistungsfähige Betriebssystem kamen, wie die angedachte und eingebaute Vernetzung, nicht mehr zum Tragen.
Der QL konnte keine der Kernzielgruppen wirklich ansprechen. Die One-Per-Desk-Variante betraf einen anderen Markt.
Diese Faktoren führten zu einem schleppenden Verkauf des QL, die Sinclair in finanzielle Schwierigkeiten brachte. Erschwerend kam hinzu, dass das Elektrofahrzeug Sinclair C5 sich 1985 als völliger Flop erwiesen hatte. In dieser Situation setzte man wieder auf den rasch veraltenden, aber populären ZX Spectrum, von dem 1986 eine erweiterte Version mit 128 KB RAM erschien. Dies war jedoch bereits zu spät: im April 1986 sah sich Sir Clive Sinclair schließlich gezwungen, das angeschlagene Unternehmen an den britischen Konkurrenten Amstrad zu verkaufen, der die QL-Produktion einstellte und die restlichen Rechner unter Buchwert absetzen musste.

## Trivia
- Der englische Computerhersteller ICL ließ einen auf dem QL basierenden, jedoch mit anderem Betriebssystem versehenen Bürorechner namens OPD (One per desk) fertigen.
- Der Linux-Erfinder Linus Torvalds machte seine ersten ernsthaften Programmiererfahrungen mit einem QL, so analysierte er das QDOS und schrieb eine Software für einen Floppycontroller.[1]